# 文昌大洞仙經
《文昌大洞仙經》，道教《大洞真經》傳本之一。據稱為文昌帝君於南宋乾道戊子年（1168）降壇傳授，故後世稱作梓文昌經本或蜀本。前兩卷講述文昌帝君（更生永命天尊）之經歷、德行；經文緣由、宗旨，以及誦持禮法，讚頌等內容。卷三至卷五載元始天王所說「洞章」三十八章，其文句取自《上清大洞真經》及《靈寶度人經》部分篇章，增刪改易而成。